# Fútbol en los Juegos Asiáticos de 1994
El fútbol en los Juegos Asiáticos de 1994 se celebró en Hiroshima, Japón, del 1 al 16 de octubre de 1994. La Confederación Asiática de Fútbol sugirió que solo se inscribieran equipos sub-23, lo que significaba que todos los jugadores tenían que nacer después del 1 de enero de 1971. Sin embargo, esto fue ignorado por todos los participantes excepto Arabia Saudita.
El torneo femenino sirvió como clasificación asiática para la Copa Mundial Femenina de la FIFA 1995 en Suecia, donde China y Japón obtuvieron las dos plazas continentales.

## Medallistas
| Evento  | Oro | Plata | Bronce |
| ------- | --- | --- | --- |
| Hombres | Uzbekistán Yuriy Sheykin Fevzi Davletov Andrei Fyodorov Mirjalol Qosimov Farkhad Magametov Ilkhom Sharipov Abdukahhor Marifaliev Sergey Lebedev Igor Shkvyrin Azamat Abduraimov Shukhrat Maqsudov Rustam Durmonov Abdusamat Durmonov Ulugbek Ruzimov Stepan Atayan Berdakh Allaniyazov Aleksandr Tikhonov | China Xu Tao Wei Kexing Jiang Feng Fan Zhiyi Xu Hong Li Bing Wang Dongning Gao Zhongxun Wang Tao Gao Feng Xie Yuxin Li Ming Hu Zhijun Li Xiao Jin Guangzhu Peng Weiguo Cao Xiandong Ou Chuliang                                                         | Kuwait Hussain Al-Mekaimi Ali Falah Sadoun Khaled Jarallah Yousef Al-Dokhi Mohammad Al-Adwani Wael Sulaiman Naser Al-Sohi Obaid Al-Shammari Ali Marwi Nawaf Jadid Al-Enezi Bashir Salboukh Fawaz Al-Ahmad Abdullah Al-Dousari Mohammad Edailem Nawaf Al-Dhafairi Ayman Al-Hussaini Salamah Al-Enezi Mansour Basha Falah Al-Majidi Khaled Al-Fadhli |
| Mujeres | China Cao Yao Chen Yufeng Fan Yunjie Gu Pingjuan Liu Ailing Niu Lijie Shi Guihong Shui Qingxia Sun Qingmei Sun Wen Wang Liping Wei Haiying Wen Lirong Yu Hongqi Zhao Lihong Zhong Honglian Zhou Hua Zhou Yang                                                                                             | Japón Etsuko Handa Maki Haneta Kaoru Kadohara Futaba Kioka Kyoko Kuroda Tsuru Morimoto Terumi Nagae Kaori Nagamine Akemi Noda Shiho Onodera Nami Otake Junko Ozawa Homare Sawa Asako Takakura Inesu Emiko Takeoka Yumi Tomei Tamaki Uchiyama Rie Yamaki | China Taipéi Chang Hsiu-ling Chen Chu-chi Chen Shu-chin Chou Tai-ying Hsu Chia-cheng Hsu Ching-hsin Huang Yu-chuan Hung Mei-hsiu Ko Chiao-lin Lan Lan-fen Lee Mei-chin Lin Hui-fang Lin Mei-chun Lin Mei-jih Shieh Su-jean Wu Huey-shwu Wu Min-hsun Yeh Huei-chen                                                                                  |

## Hombres

### Equipos participantes
En cursiva, los debutantes en fútbol masculino en los Juegos Asiáticos.
| Equipos participantes | Equipos participantes  | Equipos participantes | Equipos participantes |
| --------------------- | ---------------------- | --------------------- | --------------------- |
| Arabia Saudita        | Corea del Sur          | Japón                 | Tailandia             |
| Baréin                | Emiratos Árabes Unidos | Kazajistán            | Turkmenistán          |
| Birmania              | Hong Kong              | Kuwait                | Uzbekistán            |
| Brunéi                | India                  | Mongolia              | Yemen                 |
| Catar                 | Indonesia              | Nepal                 |                       |
| China                 | Irán                   | Omán                  |                       |

Los equipos fueron sorteados según su clasificación final en los Juegos Asiáticos de 1990. El sorteo original del torneo masculino se anunció el 1 de junio de 1994 de la siguiente manera:
| Grupo A    | Grupo B                | Grupo C       | Grupo D        |
| ---------- | ---------------------- | ------------- | -------------- |
| Irán       | Tailandia              | Corea del Sur | Arabia Saudita |
| Uzbekistán | Emiratos Árabes Unidos | China         | Kuwait         |
| Baréin     | Turkmenistán           | Kazajistán    | Hong Kong      |
| Omán       | India                  | Indonesia     | Nepal          |
| Yemen      | Mongolia               |               |                |
| Grupo E    |                        |               |                |
| Japón      |                        |               |                |
| Catar      |                        |               |                |
| Birmania   |                        |               |                |
| Brunéi     |                        |               |                |

El 16 de septiembre se anunció un sorteo revisado, tras algunas retiradas. Se incluyeron dos participantes más (Malasia y Palestina).
| Grupo A      | Grupo B        | Grupo C       | Grupo D                |
| ------------ | -------------- | ------------- | ---------------------- |
| Irán         | Tailandia      | Corea del Sur | Japón                  |
| Yemen        | Arabia Saudita | Kuwait        | Catar                  |
| Baréin       | Malasia        | Omán          | Birmania               |
| Turkmenistán | Hong Kong      | Nepal         | Emiratos Árabes Unidos |
| China        | Uzbekistán     | Palestina     |                        |

Sin embargo, Palestina, quien hubiera realizado su debut en este certamen, se retiró por razones financieras.

### Resultados

#### Primera fase

##### Grupo A
| Pos. | Equipo       | Pts. | PJ | G | E | P | GF | GC | Dif. |  |
| ---- | ------------ | ---- | -- | - | - | - | -- | -- | ---- |  |
| 1    | China        | 10   | 4  | 3 | 1 | 0 | 10 | 4  | +6   |  |
| 2    | Turkmenistán | 6    | 4  | 1 | 3 | 0 | 9  | 5  | +4   |  |
| 3    | Irán         | 5    | 4  | 1 | 2 | 1 | 5  | 2  | +3   |  |
| 4    | Baréin       | 5    | 4  | 1 | 2 | 1 | 6  | 5  | +1   |  |
| 5    | Yemen        | 0    | 4  | 0 | 0 | 4 | 0  | 14 | −14  |  |

 Fuente: RSSSF
| 1 de octubre de 1994, 14:00 | Turkmenistán                        | 2:2 (1:1) | China                                 | Estadio del Parque Regional, Hiroshima |  |
| | Nurmyradow 6' · Seýdiýew 88' (pen.) | Reporte   | Gao Feng 9' · Gao Zhongxun 69' (pen.) |                                        |  |
| Turkmenistán solo tenía 11 jugadores disponibles, ya que los otros 9 miembros de su plantel habían sido demorados en Moscú por problemas de visado. A causa de esto, Kamil Mingazow (normalmente mediocampista) jugó como arquero. |                                     |           |                                       |                                        |  |

| 1 de octubre de 1994, 19:00 | Baréin                      | 2:0 (0:0) | Yemen | Estadio del Parque Regional, Hiroshima |  |
|                             | Al-Hammadi 55' · Jawhar 72' | Reporte   |       |                                        |  |

| 3 de octubre de 1994, 16:00 | China                                                           | 4:0 (3:0) | Yemen | Estadio de Hiroshima, Hiroshima |  |
|                             | Gao Feng 10' · Li Bing 15' · Peng Weiguo 21' · Cao Xiandong 82' | Reporte   |       |                                 |  |

| 3 de octubre de 1994, 19:00 | Baréin | 0:0     | Irán | Estadio de Hiroshima, Hiroshima |  |
|                             |        | Reporte |      |                                 |  |

| 5 de octubre de 1994, 16:00 | China                             | 3:2 (2:1) | Baréin           | Estadio Bingo, Onomichi |  |
|                             | Peng Weiguo 2' · Li Xiao 30', 50' | Reporte   | Darwish 33', 65' |                         |  |

| 5 de octubre de 1994, 19:00 | Irán       | 1:1     | Turkmenistán   | Estadio Bingo, Onomichi |  |
|                             | 68' (a.g.) | Reporte | Ç. Muhadow 62' |                         |  |

| 7 de octubre de 1994, 19:00 | China         | 1:0 (0:0) | Irán | Estadio del Parque Regional, Hiroshima |  |
|                             | Hu Zhijun 70' | Reporte   |      |                                        |  |

| 7 de octubre de 1994, 19:00 | Turkmenistán                            | 4:0 (2:0) | Yemen | Estadio de Hiroshima, Hiroshima |  |
|                             | Ç. Muhadow 20', 55', 85' · Seýdiýew 30' | Reporte   |       |                                 |  |

| 9 de octubre de 1994, 16:00 | Turkmenistán          | 2:2 (0:2) | Baréin                         | Estadio Atlético, Miyoshi |  |
|                             | Annadurdyýew 54', 89' | Reporte   | Al-Doseri 6' · Al-Marzouqi 21' |                           |  |

| 9 de octubre de 1994, 19:00 | Irán                                                   | 4:0     | Yemen | Estadio Atlético, Miyoshi |  |
|                             | Pious ?' · Shahmohammadi ?' · Moharrami ?' · Manafi ?' | Reporte |       |                           |  |

##### Grupo B
| Pos. | Equipo         | Pts. | PJ | G | E | P | GF | GC | Dif. |  |
| ---- | -------------- | ---- | -- | - | - | - | -- | -- | ---- |  |
| 1    | Uzbekistán     | 12   | 4  | 4 | 0 | 0 | 15 | 5  | +10  |  |
| 2    | Arabia Saudita | 9    | 4  | 3 | 0 | 1 | 9  | 8  | +1   |  |
| 3    | Malasia        | 4    | 4  | 1 | 1 | 2 | 6  | 11 | −5   |  |
| 4    | Hong Kong      | 3    | 4  | 1 | 0 | 3 | 6  | 8  | −2   |  |
| 5    | Tailandia      | 1    | 4  | 0 | 1 | 3 | 8  | 12 | −4   |  |

 Fuente: RSSSF
| 1 de octubre de 1994, 16:00 | Uzbekistán                                    | 4:1 (4:0) | Arabia Saudita | Estadio de Hiroshima, Hiroshima |  |
|                             | Lebedev 14' · Qosimov 23' · Shkvyrin 25', 43' | Reporte   | Al-Johani 90'  |                                 |  |

| 1 de octubre de 1994, 19:00 | Malasia                                                    | 4:3 (0:0) | Hong Kong                     | Estadio de Hiroshima, Hiroshima |  |
|                             | Abu Haniffah 48' · Adnan 53' · Thanasegar 80' · Salleh 87' | Reporte   | Bredbury 77', 79', 90' (pen.) |                                 |  |

| 3 de octubre de 1994, 16:00 | Uzbekistán                                           | 5:0 (3:0) | Malasia | Estadio del Parque Regional, Hiroshima |  |
|                             | Fyodorov 24' · Durmonov 31', 44' · Shkvyrin 77', 83' | Reporte   |         |                                        |  |

| 3 de octubre de 1994, 19:00 | Hong Kong                         | 2:1 (0:0) | Tailandia      | Estadio del Parque Regional, Hiroshima |  |
| | Lam Hung Lun 50' · Lee Kin Wo 76' | Reporte   | Chalermsan 67' |                                        |  |
| El jugador tailandés Sirisak Kadalee fue suspendido tras detectarse una sustancia prohibida en su muestra de orina después de este partido. |                                   |           |                |                                        |  |

| 5 de octubre de 1994, 16:00 | Uzbekistán     | 1:0 (1:0) | Hong Kong | Estadio Atlético, Miyoshi |  |
|                             | Abduraimov 20' | Reporte   |           |                           |  |

| 5 de octubre de 1994, 19:00 | Arabia Saudita                    | 4:2 (2:0) | Tailandia           | Estadio Atlético, Miyoshi |  |
|                             | Lutf 9', 37' · Al-Johani 60', 89' | Reporte   | Chalermsan 82', 89' |                           |  |

| 7 de octubre de 1994, 16:00 | Uzbekistán                                          | 5:4 (3:1) | Tailandia                                                     | Estadio Bingo, Onomichi |  |
|                             | Maqsudov 17', 45' · Shkvyrin 40' · Qosimov 85', 90' | Reporte   | Ornsomjit 27', 67' · Phanpraphast 83' · Damrong-ongtrakul 88' |                         |  |

| 7 de octubre de 1994, 19:00 | Arabia Saudita                 | 2:1 (1:1) | Malasia    | Estadio Bingo, Onomichi |  |
|                             | Lutf 4' · Zubromawi 71' (pen.) | Reporte   | Salleh 44' |                         |  |

| 9 de octubre de 1994, 16:00 | Arabia Saudita                | 2:1 (0:1) | Hong Kong    | Estadio del Parque Regional, Hiroshima |  |
|                             | Al-Shenaif 75' · Al-Qanat 87' | Reporte   | Bredbury 27' |                                        |  |

| 9 de octubre de 1994, 19:00 | Tailandia     | 1:1 (1:1) | Malasia          | Estadio del Parque Regional, Hiroshima |  |
|                             | Senamuang 23' | Reporte   | Abu Haniffah 26' |                                        |  |

##### Grupo C
| Pos. | Equipo        | Pts. | PJ | G | E | P | GF | GC | Dif. |  |
| ---- | ------------- | ---- | -- | - | - | - | -- | -- | ---- |  |
| 1    | Kuwait        | 7    | 3  | 2 | 1 | 0 | 11 | 2  | +9   |  |
| 2    | Corea del Sur | 6    | 3  | 2 | 0 | 1 | 13 | 2  | +11  |  |
| 3    | Omán          | 4    | 3  | 1 | 1 | 1 | 4  | 4  | 0    |  |
| 4    | Nepal         | 0    | 3  | 0 | 0 | 3 | 0  | 20 | −20  |  |

 Fuente: RSSSF
| 1 de octubre de 1994, 19:00 | Corea del Sur                                                                                  | 11:0 (7:0) | Nepal | Estadio Bingo, Onomichi |  |
|                             | Ha Seok-ju 9', 55' · Hwang Sun-hong 15', 21', 29', 39', 43', 64', 82', 86' · Ko Jeong-woon 35' | Reporte    |       |                         |  |

| 1 de octubre de 1994, 19:00 | Kuwait                           | 2:2 (0:0) | Omán                          | Estadio Atlético, Miyoshi |  |
|                             | Al-Shammari 76' · Sulaiman 90+3' | Reporte   | Al-Araimi 72' · Abdulnoor 83' |                           |  |

| 3 de octubre de 1994, 19:00 | Kuwait                                                  | 8:0 (5:0) | Nepal | Estadio Bingo, Onomichi |  |
|                             | Sulaiman 6', 51', 90+3' · Marwi 19', 23', 25', 42', 89' | Reporte   |       |                         |  |

| 5 de octubre de 1994, 19:00 | Corea del Sur                               | 2:1 (1:0) | Omán          | Estadio del Parque Regional, Hiroshima |  |
|                             | Al-Mazrouei 14' (a.g.) · Hwang Sun-hong 49' | Reporte   | Abdulnoor 84' |                                        |  |

| 7 de octubre de 1994, 19:00 | Kuwait       | 1:0 (0:0) | Corea del Sur | Estadio Atlético, Miyoshi |  |
|                             | Salboukh 73' | Reporte   |               |                           |  |

| 9 de octubre de 1994, 19:00 | Omán | 1:0     | Nepal | Estadio de Hiroshima, Hiroshima |  |
|                             | N/D  | Reporte |       |                                 |  |

##### Grupo D
| Pos. | Equipo                 | Pts. | PJ | G | E | P | GF | GC | Dif. |  |
| ---- | ---------------------- | ---- | -- | - | - | - | -- | -- | ---- |  |
| 1    | Japón                  | 5    | 3  | 1 | 2 | 0 | 7  | 2  | +5   |  |
| 2    | Emiratos Árabes Unidos | 5    | 3  | 1 | 2 | 0 | 5  | 3  | +2   |  |
| 3    | Catar                  | 3    | 3  | 0 | 3 | 0 | 5  | 5  | 0    |  |
| 4    | Birmania               | 1    | 3  | 0 | 1 | 2 | 2  | 9  | −7   |  |

 Fuente: RSSSF
| 3 de octubre de 1994, 16:00 | Catar                        | 2:2 (1:0) | Birmania                          | Estadio Atlético, Miyoshi |  |
|                             | Salem 44' (pen.) · Soufi 57' | Reporte   | Win Aung 81' · Tin Myint Aung 83' |                           |  |

| 3 de octubre de 1994, 19:00 | Japón            | 1:1 (0:1) | Emiratos Árabes Unidos | Estadio Atlético, Miyoshi |  |
|                             | Miura 67' (pen.) | Reporte   | Al-Talyani 3'          |                           |  |

| 5 de octubre de 1994, 16:00 | Emiratos Árabes Unidos | 2:0 (1:0) | Birmania | Estadio de Hiroshima, Hiroshima |  |
|                             | Al-Talyani 43', 58'    | Reporte   |          |                                 |  |

| 5 de octubre de 1994, 19:00 | Japón      | 1:1 (0:1) | Catar      | Estadio de Hiroshima, Hiroshima |  |
|                             | Takagi 56' | Reporte   | Khamis 21' |                                 |  |

| 9 de octubre de 1994, 16:00 | Emiratos Árabes Unidos       | 2:2 (1:1) | Catar                        | Estadio Bingo, Onomichi |  |
|                             | Khamees 26' · Al-Talyani 78' | Reporte   | Salem 40' (pen.) · Soufi 70' |                         |  |

| 9 de octubre de 1994, 19:00 | Japón                                                                      | 5:0 (1:0) | Birmania | Estadio Bingo, Onomichi |  |
|                             | Hashiratani 37' · Takagi 53' · Iwamoto 81' · Kitazawa 86' · Sawanobori 88' | Reporte   |          |                         |  |

#### Fase final

##### Cuadro de desarrollo
|  | Cuartos de final                | Cuartos de final                |                                 |   | Semifinales                      | Semifinales                      |  |  | Partido por la medalla de oro | Partido por la medalla de oro |
|  |                                 |                                 |                                 |   |                                  |                                  |  |  |                               |                               |
|  | 11 de octubre – Onomichi        |                                 |                                 |   |                                  |                                  |  |  |                               |                               |
|  |                                 |                                 |                                 |   |                                  |                                  |  |  |                               |                               |
|  | China                           | 2                               |                                 |   |                                  |                                  |  |  |                               |                               |
|  | China                           | 2                               | 13 de octubre – Hiroshima (PRH) |   |                                  |                                  |  |  |                               |                               |
|  | Arabia Saudita                  | 0                               |                                 |   |                                  |                                  |  |  |                               |                               |
|  | Arabia Saudita                  | 0                               | China                           | 2 |                                  |                                  |  |  |                               |                               |
|  | 11 de octubre – Hiroshima (PRH) |                                 | China                           | 2 |                                  |                                  |  |  |                               |                               |
|  |                                 | Kuwait                          | 0                               |   |                                  |                                  |  |  |                               |                               |
|  | Kuwait (t.s.)                   | Kuwait                          | 0                               | 2 |                                  |                                  |  |  |                               |                               |
|  | Kuwait (t.s.)                   |                                 | 16 de octubre – Hiroshima (GAH) | 2 |                                  |                                  |  |  |                               |                               |
|  | Emiratos Árabes Unidos          | 1                               |                                 |   |                                  |                                  |  |  |                               |                               |
|  | Emiratos Árabes Unidos          | 1                               | China                           | 2 |                                  |                                  |  |  |                               |                               |
|  | 11 de octubre – Miyoshi         |                                 | China                           | 2 |                                  |                                  |  |  |                               |                               |
|  |                                 | Uzbekistán                      | 4                               |   |                                  |                                  |  |  |                               |                               |
|  | Uzbekistán                      | Uzbekistán                      | 4                               | 3 |                                  |                                  |  |  |                               |                               |
|  | Uzbekistán                      | 13 de octubre – Hiroshima (PRH) |                                 | 3 |                                  |                                  |  |  |                               |                               |
|  | Turkmenistán                    | 0                               |                                 |   |                                  |                                  |  |  |                               |                               |
|  | Turkmenistán                    | 0                               | Uzbekistán                      | 1 |                                  |                                  |  |  |                               |                               |
|  | 11 de octubre – Hiroshima (H)   |                                 | Uzbekistán                      | 1 |                                  |                                  |  |  |                               |                               |
|  |                                 | Corea del Sur                   | 0                               |   | Partido por la medalla de bronce | Partido por la medalla de bronce |  |  |                               |                               |
|  | Japón                           | Corea del Sur                   | 0                               | 2 | Partido por la medalla de bronce | Partido por la medalla de bronce |  |  |                               |                               |
|  | Japón                           |                                 | 15 de octubre – Hiroshima (PRH) | 2 |                                  |                                  |  |  |                               |                               |
|  | Corea del Sur                   | 3                               |                                 |   |                                  |                                  |  |  |                               |                               |
|  | Corea del Sur                   | 3                               | Kuwait                          | 2 |                                  |                                  |  |  |                               |                               |
|  |                                 |                                 |                                 |   |                                  |                                  |  |  |                               |                               |
|  | Corea del Sur                   | 1                               |                                 |   |                                  |                                  |  |  |                               |                               |
|  | Corea del Sur                   | 1                               |                                 |   |                                  |                                  |  |  |                               |                               |

##### Cuartos de final
| 11 de octubre de 1994, 19:00 | China                          | 2:0 (0:0) | Arabia Saudita | Estadio Bingo, Onomichi |  |
|                              | Cao Xiandong 78' · Li Xiao 90' | Reporte   |                |                         |  |

| 11 de octubre de 1994, 19:00 | Kuwait                      | 2:1 (1:1, 0:0) (t. s.) | Emiratos Árabes Unidos | Estadio del Parque Regional, Hiroshima |  |
|                              | Jarallah 51' · Sulaiman 95' | Reporte                | Al-Talyani 90'         |                                        |  |

| 11 de octubre de 1994, 19:00 | Uzbekistán                                | 3:0 (3:0) | Turkmenistán | Estadio Atlético, Miyoshi |  |
|                              | Shkvyrin 14', 33' · Abduraimov 20' (pen.) | Reporte   |              |                           |  |

| 11 de octubre de 1994, 19:00 | Japón                 | 2:3 (1:0) | Corea del Sur                                      | Estadio de Hiroshima, Hiroshima |  |
|                              | Miura 31' · Ihara 86' | Reporte   | Yoo Sang-chul 52' · Hwang Sun-hong 78', 90' (pen.) |                                 |  |

##### Semifinales
| 13 de octubre de 1994, 16:00 | China                         | 2:0 (1:0) | Kuwait | Estadio del Parque Regional, Hiroshima |  |
|                              | Li Bing 15' · Peng Weiguo 84' | Reporte   |        |                                        |  |

| 13 de octubre de 1994, 19:00 | Uzbekistán     | 1:0 (0:0) | Corea del Sur | Estadio del Parque Regional, Hiroshima |  |
|                              | Abduraimov 65' | Reporte   |               |                                        |  |

##### Partido por la medalla de bronce
| 15 de octubre de 1994, 19:00 | Kuwait                     | 2:1 (2:1) | Corea del Sur   | Estadio del Parque Regional, Hiroshima |  |
|                              | Sulaiman 8' · Al-Ahmad 20' | Reporte   | Seo Jung-won 5' |                                        |  |

##### Partido por la medalla de oro
| 16 de octubre de 1994, 14:00 | China                       | 2:4 (1:2) | Uzbekistán                                                      | Estadio del Gran Arco, Hiroshima |  |
|                              | Hu Zhijun 18' · Li Bing 50' | Reporte   | Skhvyrin 2' · Lebedev 9' · Abduraimov 47' (pen.) · Maqsudov 81' |                                  |  |

|                                        |
| Bandera de Uzbekistán                  |
| Campeón invicto Uzbekistán 1.er título |

### Posiciones finales
| Pos               | Equipo                 | PJ | G | E | P | GF | GC | DG  | Pts |
| ----------------- | ---------------------- | -- | - | - | - | -- | -- | --- | --- |
| Medalla de oro    | Uzbekistán             | 7  | 7 | 0 | 0 | 23 | 7  | +16 | 21  |
| Medalla de plata  | China                  | 7  | 5 | 1 | 1 | 16 | 8  | +8  | 16  |
| Medalla de bronce | Kuwait                 | 6  | 4 | 1 | 1 | 15 | 6  | +9  | 13  |
| 4                 | Corea del Sur          | 6  | 3 | 0 | 3 | 17 | 7  | +10 | 9   |
| 5                 | Arabia Saudita         | 5  | 3 | 0 | 2 | 9  | 10 | −1  | 9   |
| 6                 | Turkmenistán           | 5  | 1 | 3 | 1 | 9  | 8  | +1  | 6   |
| 7                 | Japón                  | 4  | 1 | 2 | 1 | 9  | 5  | +4  | 5   |
| 8                 | Emiratos Árabes Unidos | 4  | 1 | 2 | 1 | 6  | 5  | +1  | 5   |
| 9                 | Irán                   | 4  | 1 | 2 | 1 | 5  | 2  | +3  | 5   |
| 10                | Baréin                 | 4  | 1 | 2 | 1 | 6  | 5  | +1  | 5   |
| 11                | Omán                   | 3  | 1 | 1 | 1 | 4  | 4  | 0   | 4   |
| 12                | Malasia                | 4  | 1 | 1 | 2 | 6  | 11 | −5  | 4   |
| 13                | Catar                  | 3  | 0 | 3 | 0 | 5  | 5  | 0   | 3   |
| 14                | Hong Kong              | 4  | 1 | 0 | 3 | 6  | 8  | −2  | 3   |
| 15                | Tailandia              | 4  | 0 | 1 | 3 | 8  | 12 | −4  | 1   |
| 16                | Birmania               | 3  | 0 | 1 | 2 | 2  | 9  | −7  | 1   |
| 17                | Yemen                  | 4  | 0 | 0 | 4 | 0  | 14 | −14 | 0   |
| 18                | Nepal                  | 3  | 0 | 0 | 3 | 0  | 20 | −20 | 0   |

| Predecesor: Pekín 1990 | Fútbol masculino en los Juegos Asiáticos Hiroshima 1994 | Sucesor: Bangkok 1998 |

## Mujeres

### Equipos participantes
En cursiva, los debutantes en fútbol femenino en los Juegos Asiáticos.
| Equipos participantes | Equipos participantes | Equipos participantes | Equipos participantes |
| --------------------- | --------------------- | --------------------- | --------------------- |
| China                 | China Taipéi          | Corea del Sur         | Japón                 |

Al igual que en la edición inaugural, los seleccionados jugaron en una competencia de todos contra todos. Sin embargo, los dos primeros clasificados jugarían un partido definitorio por la medalla de oro, en lugar de que esto fuese definido directamente por la tabla de posiciones.

### Resultados

#### Primera fase
| Pos. | Equipo        | Pts. | PJ | G | E | P | GF | GC | Dif. |  |
| ---- | ------------- | ---- | -- | - | - | - | -- | -- | ---- |  |
| 1    | Japón         | 7    | 3  | 2 | 1 | 0 | 9  | 1  | +8   |  |
| 2    | China         | 7    | 3  | 2 | 1 | 0 | 8  | 1  | +7   |  |
| 3    | China Taipéi  | 3    | 3  | 1 | 0 | 2 | 2  | 8  | −6   |  |
| 4    | Corea del Sur | 0    | 3  | 0 | 0 | 3 | 0  | 9  | −9   |  |

 Fuente: RSSSF
| 3 de octubre de 1994, 15:00 | China | 5:0     | China Taipéi | Estadio Fukuyama, Fukuyama |  |
|                             | N/D   | Reporte |              |                            |  |

| 4 de octubre de 1994, 15:00 | Japón | 5:0     | Corea del Sur | Estadio Fukuyama, Fukuyama |  |
|                             | N/D   | Reporte |               |                            |  |

| 6 de octubre de 1994, 15:00 | Japón | 3:0     | China Taipéi | Estadio Fukuyama, Fukuyama |  |
|                             | N/D   | Reporte |              |                            |  |

| 7 de octubre de 1994, 15:00 | China          | 2:0     | Corea del Sur | Estadio Fukuyama, Fukuyama |  |
|                             | Sun Wen ?', ?' | Reporte |               |                            |  |

| 9 de octubre de 1994, 15:00 | China Taipéi                       | 2:0     | Corea del Sur | Estadio Fukuyama, Fukuyama |  |
|                             | Chou Tai-ying ?' · Lin Mei-chun ?' | Reporte |               |                            |  |

| 10 de octubre de 1994, 15:00 | Japón | 1:1     | China | Estadio Fukuyama, Fukuyama |  |
|                              | N/D   | Reporte | N/D   |                            |  |

#### Partido por la medalla de oro
| 12 de octubre de 1994, 18:00 | Japón | 0:2 (0:1) | China                         | Estadio Fukuyama, Fukuyama |  |
|                              |       | Reporte   | Chen Yufeng 21' · Sun Wen 47' |                            |  |

|                                       |
| Bandera de la República Popular China |
| Campeón invicto China 2.º título      |

### Posiciones finales
| Pos               | Equipo        | PJ | G | E | P | GF | GC | DG | Pts |
| ----------------- | ------------- | -- | - | - | - | -- | -- | -- | --- |
| Medalla de oro    | China         | 4  | 3 | 1 | 0 | 10 | 1  | +9 | 10  |
| Medalla de plata  | Japón         | 4  | 2 | 1 | 1 | 9  | 3  | +6 | 7   |
| Medalla de bronce | China Taipéi  | 3  | 1 | 0 | 2 | 2  | 8  | −6 | 3   |
| 4                 | Corea del Sur | 3  | 0 | 0 | 3 | 0  | 9  | −9 | 0   |

| Predecesor: Pekín 1990 | Fútbol femenino en los Juegos Asiáticos Hiroshima 1994 | Sucesor: Bangkok 1998 |